# OGLE 2003-BLG-235Lb
OGLE 2003-BLG-235Lb是一個環繞著OGLE 2003-BLG-235L的太陽系外行星。